# 米亚克 (洛特省)
米亚克（法語：Milhac，法語發音：[mijak]）是法国洛特省的一个市镇，属于古尔东区。

## 地理
米亚克（44°47'54"N, 1°20'51"E）面积5.42 平方千米，位于法国奧克西塔尼大區洛特省，该省份为法国西南部内陆省份，北起顺时针与科雷兹省、康塔爾省、阿韦龙省、塔恩-加龙省、洛特-加龍省和多尔多涅省接壤。
与米亚克接壤的市镇（或旧市镇、城区）包括：韦里尼亚克、昂格拉尔-诺扎克、法若勒、派里尼亚克、圣西尔克马德隆、格罗莱雅克、圣蒙达娜。

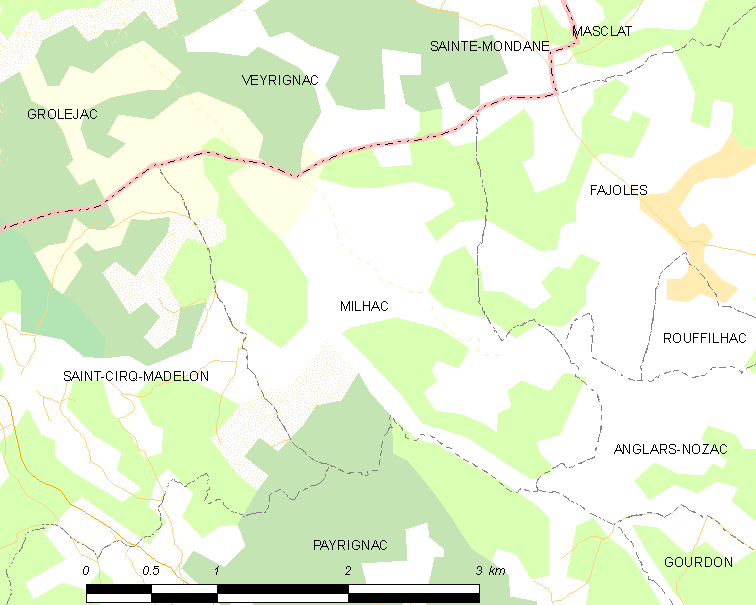
的OSM定位图

米亚克的时区为UTC+01:00、UTC+02:00（夏令时）。

## 行政
米亚克的邮政编码为46300，INSEE市镇编码为46194。

## 政治
米亚克所属的省级选区为古尔东县。

## 人口

1962-2008年间人口变化图示

米亚克于2022年1月1日时的人口数量为199人。